# Championnats du monde de vélo trial
Pour les articles homonymes, voir Trial (homonymie).
Les championnats du monde de vélo trial  se déroulent chaque année depuis 1992 et ils sont organisées par l'Union cycliste internationale.

## Évolution du programme
Entre 1986 et 1991 sont organisés les championnats du monde de « trialsin », l'ancêtre du biketrial ou vélo trial,. Les premiers mondiaux de vélo trial ont lieu en 1992. Jusqu'en 1999, ils sont organisés séparément aux autres disciplines du VTT. En 2000 et 2001, les mondiaux de trial sont organisés en même temps que le cross-country, la descente et le dual slalom. En 2002, le dual slalom est remplacé par le Four Cross. En 2012, le cross-country éliminatoire fait son apparition.
Exceptionnellement, en 2016, les mondiaux sont organisés en même temps que ceux de descente et de four-cross, tandis que les épreuves de cross-country ont lieu à une date et un lieu différent. Depuis 2017, les mondiaux de vélo trial ont lieu lors des championnats du monde de cyclisme urbain, à l'exception de l'édition 2021, où ils sont exceptionnellement organisés séparément.
Les mondiaux 2023 sont organisés dans le cadre des premiers championnats du monde de cyclisme UCI à Glasgow, qui rassemblent tous les quatre ans treize championnats du monde de cyclisme dans différentes disciplines cyclistes.

## Éditions
| Année | Pays             | Ville         |
| ----- | ---------------- | ------------- |
| 1992  | Espagne          | Lorca         |
| 1993  | France           | Val-d'Isère   |
| 1994  | Espagne          | Zafra         |
| 1995  | Allemagne        | Kirchzarten   |
| 1996  | Suisse           | Zuoz          |
| 1997  | France           | Avoriaz       |
| 1998  | Espagne          | Carthagène    |
| 1999  | France           | Avoriaz       |
| 2000  | Espagne          | Sierra Nevada |
| 2001  | États-Unis       | Vail          |
| 2002  | Autriche         | Kaprun        |
| 2003  | Suisse           | Lugano        |
| 2004  | France           | Les Gets      |
| 2005  | Italie           | Livigno       |
| 2006  | Nouvelle-Zélande | Rotorua       |
| 2007  | Royaume-Uni      | Fort William  |
| 2008  | Italie           | Val di Sole   |
| 2009  | Australie        | Canberra      |

| Année | Pays                           | Ville                          |
| ----- | ------------------------------ | ------------------------------ |
| 2010  | Canada                         | Mont Sainte-Anne               |
| 2011  | Suisse                         | Champéry                       |
| 2012  | Autriche                       | Saalfelden-Leogang             |
| 2013  | Afrique du Sud                 | Pietermaritzburg               |
| 2014  | Norvège                        | Lillehammer-Hafjell            |
| 2015  | Andorre                        | Vallnord                       |
| 2016  | Italie                         | Val di Sole                    |
| 2017  | Chine                          | Chengdu                        |
| 2018  | Chine                          | Chengdu                        |
| 2019  | Chine                          | Chengdu                        |
| 2020  | Annulés (pandémie de Covid-19) | Annulés (pandémie de Covid-19) |
| 2021  | Espagne                        | Vic                            |
| 2022  | Émirats arabes unis            | Abou Dabi                      |
| 2023  | Grande-Bretagne                | Glasgow                        |
| 2024  | Émirats arabes unis            | Abou Dabi                      |
| 2025  |                                | à déterminer                   |
| 2026  |                                | à déterminer                   |
| 2027  | France                         | Haute-Savoie                   |

## Palmarès

### Trial
- Hommes 20 pouces (1992-)
- Hommes 26 pouces (1995-)
- Femmes (2001-)
- Hommes, juniors 20 pouces (1992-)
- Hommes, juniors 26 pouces (1995-)
- Par équipes (1992-)